# آرنا (فیلم ۲۰۱۳)
«آرنا» (روسی: Арена) یک فیلم است که در سال ۲۰۱۳ منتشر شد.